# БТР-3М2
БТР-3М2 — украинский 120-мм самоходный миномёт, разработанный на базе бронетранспортёра БТР-3Е1.

## История
О разработке 120-мм самоходного миномёта на базе БТР-3 стало известно в 2011 году, в ноябре 2013 года первый БТР-3М2 был представлен на полигоне и выполнил стрельбы боевыми минами.
26 июля 2014 года на полигоне в учебном центре Национальной гвардии Украины в пгт. Новые Петровцы были представлены новые образцы вооружения и техники, планируемые к поставке в НГУ. Среди представленных образцов был один БТР-3М2.
В августе 2014 года генеральный директор ГК "Укроборонпром" Р. А. Романов сообщил в интервью, что в наличии концерна есть два самоходных миномёта БТР-3М2, которые могут быть переданы министерству обороны Украины для проведения государственных испытаний или отправлены непосредственно в войска.

## Описание
Экипаж БТР-3М2 состоит из четырёх человек: командира машины, водителя, наводчика и заряжающего.
Вооружение БТР-3М2 включает:
- 120-мм миномёт с оптико-механическим прицелом (боекомплект - 40 мин, уложенных горизонтально в стеллажах по левому и правому борту)[1]. Опорная плита миномёта закреплена снаружи корпуса (что позволяет использовать миномёт отдельно от бронемашины)[14].
- 12,7-мм пулемёт НСВТ с коллиматорным прицелом К-10Т (боекомплект 300 патронов)[1] - открыто установлен в передней части бронемашины[15]
- устройство 902 «Туча» для отстрела 81-мм дымовых гранат (боекомплект шесть дымовых гранат)

БТР-3М2 оснащён радиостанцией.

## Страны-эксплуатанты
- Таиланд - 8 БТР-3М2 по состоянию на 2022 год[16] (летом 2011 года был подписан контракт на поставку для вооружённых сил Таиланда "бронетранспортёров БТР-3Е1 и машин поддержки на их базе"[11][17], в соответствии с которым весной 2013 года в Таиланд были поставлены четыре БТР-3М2[2][3], в 2014 году - ещё два БТР-3М2[4], в 2015 году - один БТР-3М2[5][6] и в 2016 году - ещё один БТР-3М2[7])
- Украина - состоит на вооружении Сухопутных сил по состоянию на 2023 год[18]